# 秦金墓
31°33′02″N 120°09′14″E / 31.55064°N 120.15402°E
秦金墓，位于中华人民共和国江苏省无锡市滨湖区胡埭镇归山薛墩。

## 历史
秦金墓是明朝兵部尚书秦金的陵墓。秦金墓神道上有华表、翁仲、石马、石亭、墓碑。1953年，当地修建工农水库时毁坏资福庵，而镌严嵩撰神道碑志尚存。1968年，墓穴上层被发现，内有秦金及夫人钮氏墓志铭盖和铭文，但墓主遗骸已被盗取。2006年，江苏省人民政府公布其为江苏省文物保护单位。2010年4月26日，当地警方接到报案，称秦金墓前石武士被盗。4月30日，无锡市警方在锡山东亭成功逮捕王某、朱某等4名窃贼。目前当地修建秦尚书湾水库，秦金墓及省保、市保的文物标识均位于水中。